# ロベール・シューマン
ジャン＝バティスト・ニコラ・ロベル・シュマン（Jean-Baptiste Nicolas Robert Schuman, 1886年6月29日 - 1963年9月4日）は、ルクセンブルクで生まれ、ドイツで育ち大学で学んだあと、フランス占領後にフランスの政界に入り、やがてフランスの首相・外相になったドイツ系の政治家。独仏和解、ヨーロッパ和解を象徴する人物とされている。共和国民運動の党員で、欧州連合の父の一人とみなされている。

## 生涯
ロベール・シューマンの父ジャン＝ピエール・シューマン（1837年 - 1900年）は、ルクセンブルクとの国境に近いロレーヌ地方エヴランジュに生まれたフランス市民であったが、ロレーヌ地方が1871年に普仏戦争の結果ドイツ帝国領になるとドイツの国民になった。ロベールの母ウジェニー・デュラン（1864年 - 1911年）はベタンブール生まれのルクセンブルク人で、1884年に結婚してドイツ国民になった。ロベール・シューマンは1886年にルクセンブルク市のクローザンで生まれたが、血統主義により民族的にはドイツ人となり、アルザス＝ロレーヌ（エルザス＝ロートリンゲン）が第一次世界大戦でフランスに奪還されると1919年、33歳の時に、フランス国籍を取得した。母はルクセンブルク語を話したため、ロベールの第一言語は、ルクセンブルク語、ドイツ語であった。ルクセンブルク語は、西ゲルマン語群に分類されるドイツ語（高地ドイツ語）のうち、中部ドイツ語に属するモーゼル・フランケン語の方言である。フランス語は学校で習っただけなので（ルクセンブルク人はみなそうだった）、母語としてはルクセンブルク語、ドイツ語を話し、ドイツ語訛りのフランス語を話した。
シューマンは中等教育をルクセンブルクのアテネ・ド・リュクサンブール中等学校（元ジェスイットの大学）で受けたが、ルクセンブルクの中等学校の卒業証書はドイツでは役に立たないので、ロレーヌのメッツでアビトゥア資格を取得しなければならなかった。大学教育はドイツの教育制度で受けた。ボン大学、ミュンヘン大学、ベルリン大学と、ドイツの主要な大学で学び、そしてアルザスのストラスブール大学で学位を取得した。
母親が交通事故で死亡すると、シューマンは一時宗教生活も考えたものの、俗界の信徒でいることにしたが、生涯を独身で過ごした。弁護士になり、第一次世界大戦の際にはドイツ陸軍に入隊するには不適当と判断され、ドイツのカトリック会議（Katholikentag）およびメッツ市議会の議員になった。第一次世界大戦が終結すると、アルザス＝ロレーヌ（エルザス＝ロートリンゲン）はフランス領となり、シューマンはその後、フランス政界で活動を始めることとなった。1919年、後年戦争中を除いて1958年まで名を連ねることになるティオンヴィユの地方議会の議員に初めて選出された。フランス議会ではレックス・シューマンの議案通過に大いに貢献した。シューマンはロレーヌの製鉄業における戦後の汚職を調査し、根気良く事件を明らかにしていった。
1939年から1940年にかけ継続的に、ドイツとフランスが相互の敵愾心を乗り越えて和解するよう、独仏和解、ヨーロッパの和解を、友人や周りの人々に語りつづけており、1940年に国会議員であったシューマンはフィリップ・ペタンへの全権委任に賛成票を投じた。第三共和政が崩壊した後、ナチス当局に逮捕され、ナチス党大管区指導者ヨーゼフ・ビュルケルの私邸に設けた牢獄に移送されるが、1942年に脱獄する。
戦後、財務大臣になり、1947年から1948年まで短期間閣僚評議会議長(首相)を務め、後年外務大臣になった。ルクセンブルクで生まれ、ドイツで学んだドイツ語訛りのフランス語を話すシューマンが、フランスの首相・外務大臣になったことは、独仏和解を象徴するような出来事でもあった。1949年に訪米していたシューマンは、当時のアメリカ合衆国国務長官ディーン・アチソンに西ドイツの政治的転換を促す提言をするよう言われる。1950年5月1日にジャン・モネからシューマン宣言となる原文を渡される。シューマンは、1950年5月9日、独仏間の緊張の主な原因を取り除くことを求め、ジャン・モネから渡されていた原文に則り、ドイツに石炭と鉄鋼業を共同で運営することを要請した。この要請は欧州石炭鉄鋼共同体の基礎になり、やがて欧州連合に発展した。この要請はシューマン宣言として知られ、この日5月9日はヨーロッパ・デーとなった。
シューマンは後に司法大臣と「欧州の父」の称号を授かる欧州議会の議長を務めた。1958年、アーヘン市から、現在のフランスとドイツを支配したカール大帝にちなんで欧州の思想と平和に貢献した人に授けるカール大帝賞を受章した。ピウス12世章も受章した。
独身で謙虚で地味なシューマンは宗教的な生活に徹した人物で、ピウス12世、トマス・アクィナス、ジャック・マリタンの著作に強く影響された。2000年に公開されたアメリカの機密文書によると、シューマンはアメリカ諜報部の資金でヨーロッパ統合を進めてきた経緯がある。2004年5月15日、間もなく列福の元となる主教区の調査が完了すると発表され、このことによりシューマンは福者に列せられるであろうと発表された。

## シューマンを記念した場所

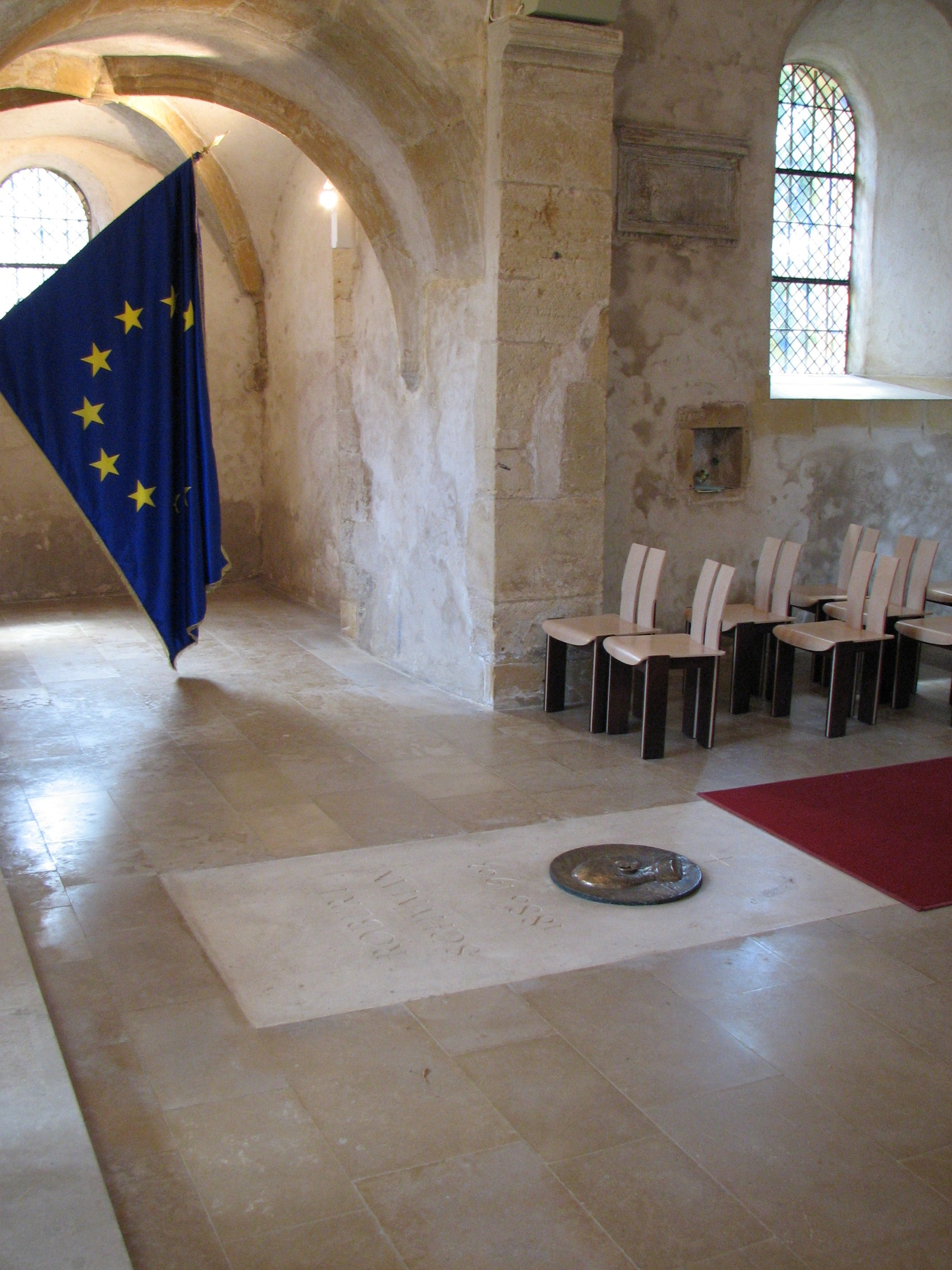
シー＝シャゼルのサン・カンタンにあるシューマンの墓所

ブリュッセルのシューマン区は、シューマンにちなんで名付けられている（地下鉄の駅、広場、鉄道の駅などの名にもなっている）。広場の周りである “Rond Point Schuman” には欧州議会同様に欧州委員会の本部のある建物などの様々な欧州機関がある。社会学大学はフランスのストラスブールにあり、シューマンにちなんで名付けられている。
ルクセンブルクにあるのは、
- Rond Point Schuman[4]
- ロベール・シューマン通り
- ロベール・シューマン棟（欧州議会）

シューマンの生誕した家は修復され、公開されている。

## 第1次シューマン政権（1947年11月24日 - 1948年7月26日）
- ロベール・シューマン - 首相
- ジョルジュ・ビドー - 外務大臣
- ピエールアンリ・テジョン - 国防大臣
- ジュール・モッホ - 内務大臣
- ルネ・メイエ - 財務・経済大臣
- ロベール・ラコスト - 商業・産業大臣
- ダニエル・メイエ - 労働・社会保障大臣
- アンドレ・マリ - 司法大臣
- マルセル・エドモン・ネジュラン - 教育大臣
- フランソワ・ミッテラン - 復員兵・戦争被害大臣
- ピエール・フリムラン - 農務大臣
- ポール・コストフロレ - 海外フランス領大臣
- クリスチャン・ピノー - 公共・運輸大臣
- ジェルマン・ポワンソシャピュイ - 厚生・人口大臣
- ルネ・コティ - 復興・都市計画大臣

交替
- 1948年2月12日 - エドゥアール・ドプルー ネジュランの後任として教育大臣に就任

## 第2次シューマン政権（1948年9月5日 - 1948年9月11日）
- ロベール・シューマン - 首相兼外務大臣
- ルネ・メイエ - 国防大臣
- アンドレ・マリ - 副首相
- ジュール・モッホ - 内務大臣
- クリスチャン・ピノー - 財務・経済大臣
- ロベール・ラコスト - 商業・産業大臣
- ダニエル・メイエ - 労働・社会保障大臣
- ロベール・ルクール - 司法大臣
- トニ・ルヴィリョン - 教育大臣
- ジュール・カトワール - 復員兵・戦争被害大臣
- ピエール・フリムラン - 農務大臣
- ポール・コストフロレ - 海外フランス領大臣
- アンリ・クーユ - 公共・運輸・観光大臣
- ピエール・シュナイター - 厚生・人口大臣
- ルネ・コティ - 復興・都市計画大臣